# Biënnale van Johannesburg
De Biënnale van Johannesburg is een biënnale in hedendaagse kunst die werd georganiseerd in Johannesburg, Zuid-Afrika. De Biënnale van Johannesburg kende slechts twee edities, die van 1995 en 1997, maar was niettemin van nationaal en internationaal belang.

## 1995
De eerste Biënnale van Johannesburg liep van 28 februari tot 30 april 1995 en droeg de titel Africus.
De biënnale werd een jaar na het einde van de apartheid georganiseerd met het doel de internationale dialoog te herstellen en te bevorderen. Het evenement bood werken van kunstenaars uit 64 landen (waaronder 20 Afrikaanse) in 15 exposities.
Het evenement legde een grote nadruk op Zuid-Afrika: er werden 10 tentoonstellingen georganiseerd van de Zuid-Afrikaanse kunstenaars om te vieren dat het land een nieuwe politieke en sociale weg had ingeslagen.

## 1997
De tweede en meteen ook laatste editie van de Biënnale van Johannesburg vond plaats van 12 oktober tot 12 december 1997 en kende de titel Trade Routes (Handelsroutes).
De biënnale van 1997 had een veel internationalere aanpak dan de vorige editie en vond plaats onder leiding van Okwui Enwezor. In het buitenland kende het evenement veel lof, maar kon in binnenland rekenen op sterke kritiek. De Zuid-Afrikaanse deelneming werd beschouwd als marginaal en het financiële management als ondeugdelijk.
De tentoonstellingen werden een maand eerder dan gepland gesloten vanwege financiële problemen. Het slechte financiële beleid en de vervroegde sluiting van het evenement zijn de belangrijkste verklaring voor de vroege dood van het evenement.